# گولینگسک
گولینگسک (به لاتین: Golińsk) یک روستا در لهستان است که در گمینا میروشوو واقع شده‌است.